# Ohain
Ohain és un municipi francès, situat a la regió dels Alts de França, al departament del Nord. L'any 2006 tenia 1.274 habitants. Es troba a 115 km de Lilla, Brussel·les o Reims (Marne), a 55 km de Valenciennes, Mons o Charleroi i a 18 km d'Avesnes-sur-Helpe, al costat de Fourmies.

## Demografia
| 1962                                       | 1968  | 1975  | 1982  | 1990  | 1999  | 2006  |
| ------------------------------------------ | ----- | ----- | ----- | ----- | ----- | ----- |
| 1.107                                      | 1.114 | 1.177 | 1.176 | 1.153 | 1.184 | 1.274 |
| Des de 1962: població sense dobles comptes |       |       |       |       |       |       |

## Administració
| Període | Identitat    | Partit |
| ------- | ------------ | ------ |
| 2001-   | Alain Rattez |        |